# MGP 2001
MGP 2001 var den anden årlige MGP-sangkonkurrence for håbefulde sangere i alderen 8 til 15 år. 10 sangere/bands dystede om at vinde. Værterne for MGP 2001 var Camilla Ottesen og Rene Dif fra Aqua.

## Deltagere[2]
| Nr | Deltagere     | Fulde navn                                                                                        | Sang                         | Sangskriver(e)                                                                                    | Resultat      |
| -- | ------------- | ------------------------------------------------------------------------------------------------- | ---------------------------- | ------------------------------------------------------------------------------------------------- | ------------- |
| 1  | Three in One  | Kathrine Bogø, Simon Jochumsen, Simone Popovic                                                    | "Du kan sige ja-ja"          | Misha, Chris C, Simone Popovic                                                                    | Superfinalist |
| 2  | Tøsepigerne   | Lena Milovic, Mija Milovic, Marianne Jessen, Anne Mette Jessen, Thomas,                           | "Ti amo"                     | Connie Milovic, Dusko Milovic, Mija Milovic                                                       | Ude           |
| 3  | Shit Kid      | Anders de Vos Lassen                                                                              | "Når vi sparker biiip"       | Anders de Vos Lassen, Kristoffer Linus Lauritzen, Rune Braager                                    | Superfinalist |
| 4  | Hope          | Christina Larsen, Nina Boysen, Anders Holst Folkersen, Mads Houmann Christensen                   | "Den første store kærlighed" | Christina Larsen, Nina Dyrmann Boysen                                                             | Ude           |
| 5  | Bips'n Chips  | Simon B. Andersen, Marie Dahlstrøm, Martin Gerup, Mira Lyhne, Amalie Kjær Nielsen, Sofie Withagen | "Computersangen"             | Amalie Kjær Nielsen, Marie Dahlstrøm, Martin Gerup, Mira Lyhne, Simon B. Andersen, Sofie Withagen | Ude           |
| 6  | Krate         | Thomas Smidt, Steffan Pedersen, Kim Ehlers, Steffen Østerskov                                     | "Drømmeland"                 | Steffan Pedersen                                                                                  | Superfinalist |
| 7  | Cocktail      | Lonnie Madsen, Tanja Jessen                                                                       | "Uma ma"                     | Ahmad Darwich, Kim Greger, Lonnie Madsen, Tanja Jessen, Thomas Høgsted                            | Ude           |
| 8  | Michelle Siel | Michelle Siel                                                                                     | "Danser himlen sort"         | F.S. Orlonn, Michelle Siel                                                                        | Superfinalist |
| 9  | Zabian Zoul   | Charlotte Holtzendorff Lange, Ercan Touran                                                        | "Du er min kærlighed"        | Charlotte Holtzendorff Lange, Ercan Touran, Søren Østed                                           | Ude           |
| 10 | Sisse         | Sisse Marie Søby                                                                                  | "Du har brug for mig"        | Misha, Nanna Kalinka Bjerke, Sisse Søby                                                           | Superfinalist |

### Superfinale
| Nr | Deltagere     | Sang                   | Regioner   | Regioner | Regioner | Regioner          | Regioner      | I alt | Placering |
| Nr | Deltagere     | Sang                   | Studiejury | Jylland  | Fyn      | Sjælland og øerne | Storkøbenhavn | I alt | Placering |
| -- | ------------- | ---------------------- | ---------- | -------- | -------- | ----------------- | ------------- | ----- | --------- |
| 1  | Three in one  | "Du kan sige ja-ja"    | 4          | 10       | 12       | 12                | 12            | 50    | 2         |
| 2  | Shit Kid      | "Når vi sparker biiip" | 12         | 6        | 4        | 8                 | 8             | 38    | 3         |
| 3  | Krate         | "Drømmeland"           | 6          | 8        | 8        | 6                 | 6             | 34    | 4         |
| 4  | Michelle Siel | "Danser himlen sort"   | 8          | 4        | 6        | 4                 | 4             | 26    | 5         |
| 5  | Sisse         | "Du har brug for mig"  | 10         | 12       | 10       | 10                | 10            | 52    | 1         |

## Halvtidsshow
Mens stemmerne blev talt op, omfattede pauseshowet optrædener fra Filur, O-Town, Spice Girls medlem Mel B, og Dansk Melodi Grand Prix 2001 vinderne Rollo & King.